# Johan Vansummeren
Johan Vansummeren (* 4. Februar 1981 in Lommel) ist ein ehemaliger belgischer Radrennfahrer.

## Karriere
Vansummeren gewann 2002 die U23-Austragung von Omloop Het Volk. Daraufhin durfte er im Spätsommer für Domo-Farm Frites als Stagiaire fahren. Er erhielt keinen Vertrag für die folgende Saison, konnte aber für die U23-Mannschaft von Quick Step fahren. Er siegte in diesem Jahr bei Lüttich–Bastogne–Lüttich Espoirs und wurde knapp Zweiter hinter Sergey Lagutin im Straßenrennen der Straßen-Radweltmeisterschaft. Für die Saison 2004 unterschrieb er einen Profivertrag bei Relax-Bodysol und 2005 beim belgischen ProTeam Davitamon-Lotto. Er bestritt im selben Jahr seine erste Tour de France und beendete sie auf dem 136. Gesamtrang. Auf den 63. Gesamtrang verbesserte er sich 2007. Anschließend gewann er die Polen-Rundfahrt. Im Jahr 2010 beendete Vansummeren die Tour de France auf dem 30. Platz; nach dem frühen Ausfall seines Kapitäns Christian Vande Velde, wurde Vansummeren als Edelhelfer für Ryder Hesjedal eingeteilt.
Den größten Erfolg seiner Karriere konnte er 2011 beim Klassiker Paris–Roubaix feiern, als er als letzter Verbleibender einer Ausreißergruppe 19 Sekunden vor Fabian Cancellara und Maarten Tjallingii ins Ziel kam.
Im Februar 2015 wurden bei Vansummeren Herzprobleme festgestellt, weshalb er zunächst auf Starts bei den Frühjahrsklassikern verzichten musste. Ende Juni 2016 erklärte er aufgrund dieser Gesundheitsprobleme seinen Rücktritt vom Radsport.

## Erfolge
2002
- Omloop Het Volk (U23)

2003
- Junioren-Weltmeisterschaft – Straßenrennen
- Lüttich–Bastogne–Lüttich Espoirs

2007
- Gesamtwertung und eine Etappe Polen-Rundfahrt
- Mannschaftszeitfahren Settimana Ciclistica Lombarda

2011
- Paris–Roubaix
- Duo Normand

2012
- Mannschaftszeitfahren Tour of Qatar

## Grand-Tour-Platzierungen
| Grand Tour            | 2004 | 2005 | 2006 | 2007 | 2008 | 2009 | 2010 | 2011 | 2012 | 2013 | 2014 | 2015 |
| --------------------- | ---- | ---- | ---- | ---- | ---- | ---- | ---- | ---- | ---- | ---- | ---- | ---- |
| Giro d’ItaliaGiro     | –    | –    | –    | –    | –    | –    | –    | –    | –    | –    | –    | –    |
| Tour de FranceTour    | –    | 136  | 112  | 63   | 87   | 93   | 30   | –    | 147  | –    | 74   | DNF  |
| Vuelta a EspañaVuelta | 35   | –    | –    | –    | –    | –    | –    | 70   | 79   | 88   | 118  | 121  |